# Serge Pelletier
Serge Pelletier est un entraineur canadien de hockey sur glace.